# Carl Woebcken (Produzent)
 Carl L. Woebcken, auch Charlie Woebcken (* 25. Oktober 1956) ist ein deutscher Filmproduzent und Geschäftsführer des Filmstudios Babelsberg.

## Leben
Woebcken war Schüler eines musischen Gymnasiums und ist gelernter Maschinenbauingenieur. Er war u. a. als Unternehmensberater bei der Boston Consulting Group tätig, anschließend in der Geschäftsleitung der Unternehmensberatung Roland Berger & Partner. Seit 1998 war Woebcken Vize-Präsident der TV Loonland AG in München und Geschäftsführer der früheren Sony-Tochterfirma Sunbow Entertainment in New York. Unter seiner Mitwirkung als Produzent entstand unter anderem der Kinofilm Pettersson und Findus. Darüber hinaus leitete er den Aufbau der internationalen Tochtergesellschaften und die Entwicklung eines Kinder- und Jugend-TV-Rechte Kataloges. Als Programmgeschäftsführer der Berlin Animation Film GmbH (BAF) und Koproduzent war Woebcken von 2002 bis 2004 an dem CGI-Kinofilm Happily N‘Ever After beteiligt.
Im Juli 2004 erwarb Woebcken gemeinsam mit seinem Geschäftspartner Christoph Fisser vom französischen Medienkonzern Vivendi das Studio Babelsberg. Zusammen mit Fisser hat er das Unternehmen 2005 an die Börse gebracht. Woebcken ist Vorstandsvorsitzender der Studio Babelsberg AG und Geschäftsführer der Studio Babelsberg Motion Pictures GmbH sowie Babelsberg Film GmbH.

## Produktionen (Auswahl)
- 2005: V wie Vendetta
- 2006: James Bond 007 – Casino Royale
- 2007: Das wilde Leben
- 2007: Die Fälscher
- 2007: Tage des Zorns
- 2007: Speed Racer
- 2007: Operation Walküre
- 2007: The International
- 2008: Der Vorleser
- 2008: Mord ist mein Geschäft, Liebling
- 2008: Inglourious Basterds
- 2010: Der Ghostwriter
- 2011: Anonymous
- 2011: Unknown Identity
- 2013: Hänsel und Gretel: Hexenjäger
- 2013: 5 Jahre Leben
- 2014: Die Bücherdiebin
- 2014: Monuments Men – Ungewöhnliche Helden
- 2014: Die Schöne und das Biest
- 2014: Grand Budapest Hotel
- 2015: Homeland – Staffel 5
- 2015: Die Tribute von Panem – Mockingjay Teil 2
- 2016–2017: Berlin Station
- 2019: Traumfabrik
- 2023: Baghead